# Marco Guglielmi

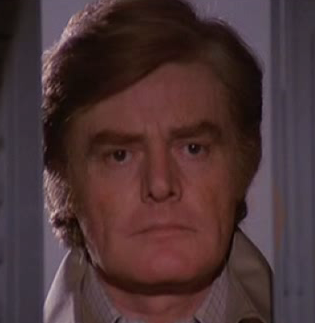

Marco Guglielmi (eigentlich Agostino Guglielmi, * 23. Dezember 1926 in Sanremo; † 23. Dezember 2005 in Rom) war ein italienischer Schauspieler.

## Leben
Guglielmi war auf der Bühne, in Film und Fernsehen sowie auch für Fotoromanzi und als Drehbuchautor aktiv.
In seiner Jugend nach Latina gezogen, diplomierte er zunächst als Ingenieur, bevor er am Centro Sperimentale di Cinematografia Schauspiel studierte und 1953 abschloss. Nach seinem Leinwanddebüt in Eran trecento im Jahr zuvor war er, von etwas grober Physis und stattlicher Präsenz, kaum als Held oder positive Figur eingesetzt; unter seinem mehr als 75 Fernseh- und Kinorollen finden sich so zumeist grobschlächtige Charaktere und finstere Drahtzieher.
Für sein Drehbuch zu Federica e le cose gewann er den Premio Solinas.

## Filmografie (Auswahl)
- 1952: Eran trecento
- 1954: Kanaille von Catania (L’arte di arrangiarsi)
- 1957: Tobruk (El Alamein)
- 1958: Kanonenserenade (Pezzo, capopezzo e capitano)
- 1959: Geheimaktion Schwarze Kapelle
- 1960: Das Geheimnis der roten Maske (Il terrore della maschera rossa)
- 1960: Im Land der langen Schatten (Ombre bianche)
- 1960: Waffen für San Salvador (Gli avventurieri dei tropici)
- 1960: Die Mühle der versteinerten Frauen (Il mulino delle donne di pietra)
- 1962: Der Teppich des Grauens
- 1966: Höllenjagd auf heiße Ware (New York chiama Superdrago)
- 1967: Bandidos
- 1967: Western Jack (Un uomo, un cavallo, una pistola)
- 1968: Lauf um dein Leben (Corri uomo corri)
- 1969: Fließband ins Jenseits (Revenge)
- 1969: Königstiger vor El Alamein (La battaglia di El Alamein)
- 1972: La tecnica e il rito
- 1974: Mussolini – Die letzten Tage (Mussolini: Ultimo atto)
- 1974: Warum mußte Staatsanwalt Traini sterben? (Perche si uccide un magistrato?)
- 1976: Pate der Bronx (La legge della Camorra)
- 1977: Die Gewalt bin ich (Il cinico, l'infame, il violento)
- 1978: Die große Offensive (Il grande attacco)
- 1992: Un uomo di razza